# Ficus benguetensis
Ficus benguetensis är en mullbärsväxtart som beskrevs av Elmer Drew Merrill. Ficus benguetensis ingår i släktet fikonsläktet, och familjen mullbärsväxter. Inga underarter finns listade i Catalogue of Life.